# 2016 en Irlande
Chronologie de l'Irlande
- 2012
- 2013
- 2014
- 2015
- 2016
- 2017
- 2018
- 2019
- 2020

Événements de l'année 2016 en Irlande.

## Évènements

### Janvier
- Début des manifestations et commémorations pour le centenaire de l'insurrection de Pâques 1916.

### Février
- 3 février : Le Taoiseach Enda Kenny dissous le 31e Dáil Éireann. La date des élections générales est prévue au 26 février.
- 26 février : Élections générales irlandaises de 2016

### Mars
- Début des négociations pour la formation du Gouvernement du 32e Dáil
- 10 mars : Première réunion du Dáil Éireann. Les députés échouent à élire un nouveau Taoiseach.
- 27 mars : Grande parade militaire dans Dublin le jour de Pâques pour commémorer l'insurrection de 1916.

### Avril
- 6 avril : Deuxième échec au Dáil Éireann sur l'élection du Taoiseach.
- 14 avril : Troisième échec au Dáil Éireann sur l'élection du Taoiseach. Aucune majorité ne se dégage.

### Mai
- 6 mai : le Dáil Éireann réussit enfin à trouver une majorité pour l'élection d'un Taoiseach. Enda Kenny est reconduit dans ses fonctions. Le Gouvernement du 32e Dáil est nommé.